# Sankt Eriks katolska skola
Sankt Eriks katolska skola är en katolsk grundskola belägen i Gamla Enskede i Stockholm.
Skolan räknas sin historia till den första katolska skolan i Sverige som grundades 1795 på Södermalm i Stockholm. På biskop Johannes Evangelista Erik Müllers uppdrag övertog Skolsystrarna de Notre Dame från München verksamheten i december 1931 och verkade där fram till juni 2005. Systrarna arbetade hängivet på skolan och den blev deras livsverk.